# Vilija Sereikaitė
Vilija Sereikaitė (nascida em 12 de fevereiro de 1978) é uma ciclista lituana que competiu no ciclismo nos Jogos Olímpicos de Verão de 2008, representando a Lituânia.